# Zeď v Matiční ulici
Matiční ulice v Ústí nad Labem, ve čtvrti Krásné Březno, se stala mediálně známou kvůli výstavbě zdi, která měla oddělit obyvatele žijících v rodinných domech na jedné straně od sociálně vyloučených obyvatel žijících v postupně devastovaných činžovních domech na straně druhé. O výstavbě bariéry se začalo mluvit v roce 1998, stavba byla realizována o rok později, ale vzápětí byla rozebrána. Stala se v Česku asi nejznámějším případem špatného soužití většinového obyvatelstva a příslušníků romské menšiny.[zdroj?]

## Vývoj

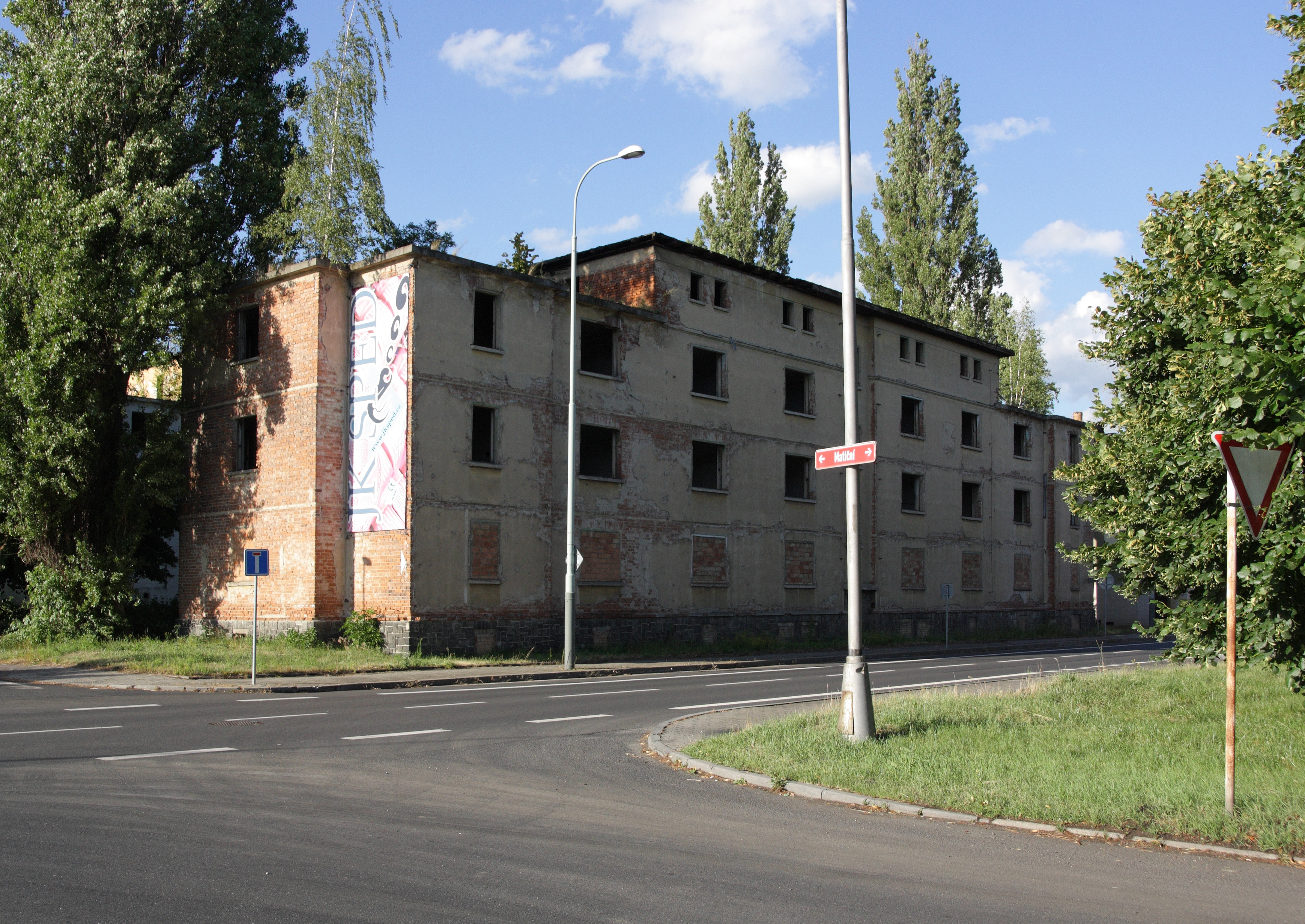
Bývalé bytovky pro neplatiče,
stav v červnu 2017

Matiční ulice je rozdělena výpadovou komunikací z Ústí nad Labem na Děčín na dvě poloviny. Ve směru na Děčín po levé straně je asi stometrová část ulice, kde se původně nacházely celkem čtyři bytovky a tři rodinné domky a právě mezi nimi měl být postaven nový zděný protihlukový plot. Důvodem byly stížnosti starousedlíků na chování sociálně vyloučených obyvatel, především Romů, které do zdejších činžovních domů v 90. letech 20. století sestěhovala jako neplatiče ústecká radnice. Primátor Ladislav Hruška slíbil, že stěna bude dokončena do konce září 1998. Město se ale vzápětí ocitlo v centru nechtěné pozornosti, z celé věci se postupně stal politický skandál včetně mezinárodního přesahu. 
V září zastupitelé města prohlásili, že výška protihlukové stěny nebude 4 metry, ale jen 1,8 metru z keramických cihel a současně se postaví vedle činžovních bloků dětské hřiště. Přesto se Romská občanská iniciativa a vládní zmocněnec pro lidská práva Petr Uhl jednoznačně vyslovili proti stavbě. Stěnu kritizoval také americký kongresman Christopher Smith, evropský komisař Günter Verheugen nebo tehdejší premiér Miloš Zeman. Rozhodnutí města o stavbě dokonce zrušila Poslanecká sněmovna, ale její usnesení naopak později zrušil Ústavní soud.

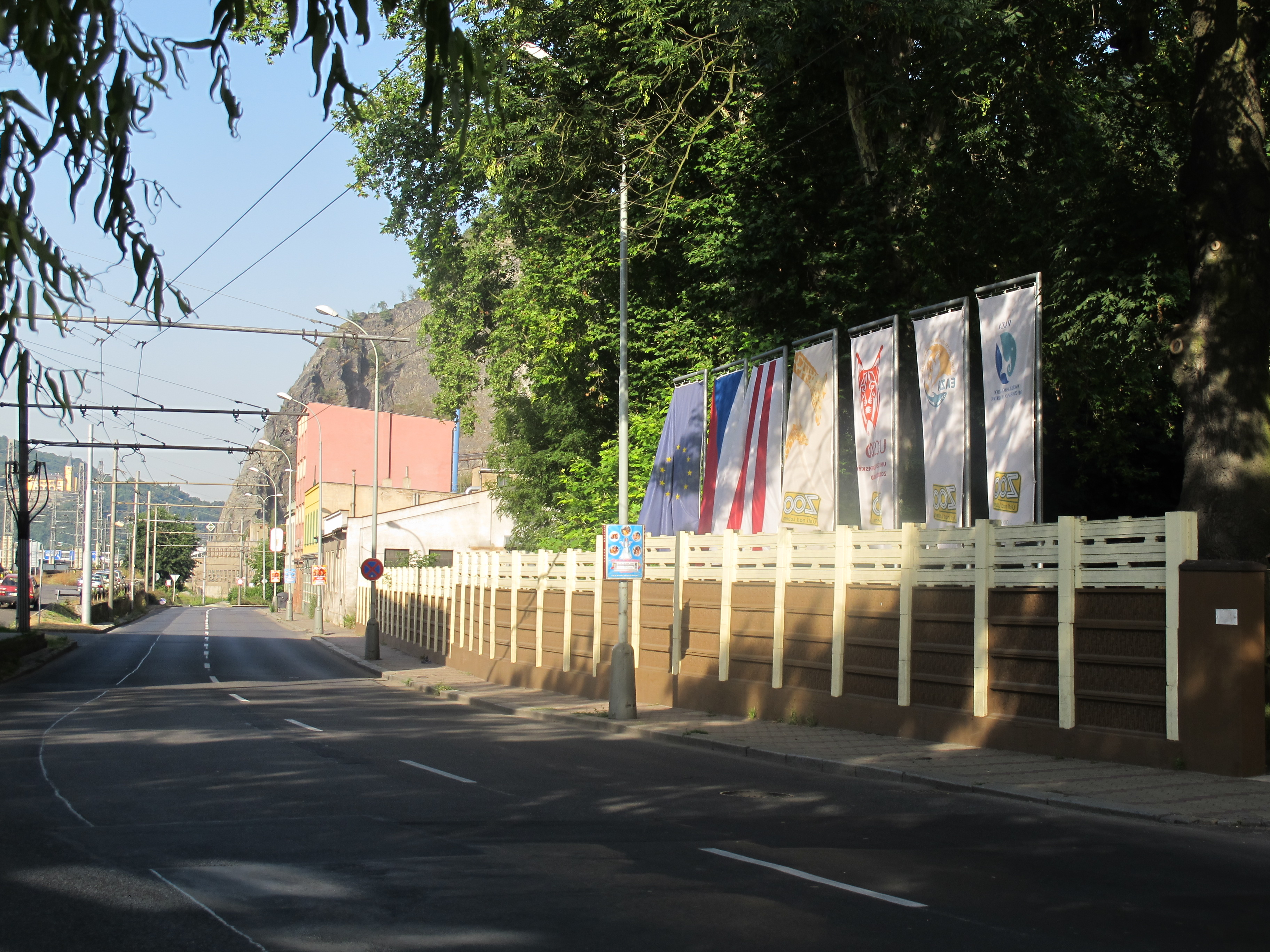
Využití části zdi pro ústeckou ZOO

Nové plány odsunuly stavbu na srpen 1999, ovšem vlastní stavba začala až v říjnu, a to i přes nesouhlas zahraničních pozorovatelů a členů české vlády. Následující den desítky Romů fyzicky blokovaly stavbu a rozebraly části, které už byly postavené. Přesto byla stěna ještě téhož měsíce dokončena, ale domácí i zahraniční tlak po šesti týdnech přesvědčil radu města, aby bariéra byla nakonec rozebrána. Plot tak nakonec stál pouze od 13. října do 24. listopadu 1999. Následně byla využita v ZOO Ústí nad Labem, kde odděluje část zahrady od Drážďanské ulice (její výška byla proto zvýšena). Prezident Václav Havel mínil, že tím problémy nekončí, ale je třeba řešit sociální problémy, které k ní vedly.
Česká vláda městu poskytla částku 10 milionů korun, která byla mj. využita na vykoupení domů starousedlíků, aby se mohli odstěhovat. Nepřizpůsobiví občané, bydlící v bytových domech, pokračovali v ničení domů i jejich okolí. Začátkem roku 2011 byly činžáky zcela vystěhovány a město hledalo investora, který by pozemky využil k podnikání, nikoliv už k bydlení. Nakonec ale byly domy v ulici určeny k demolici.